# Bauernhofkindergarten
Der Bauernhofkindergarten ist eine Form des Kindergartens, in der das Erleben landwirtschaftlicher Tätigkeiten und der Kontakt zu Tieren und Pflanzen bei den täglich wiederkehrenden Arbeiten eine zentrale Rolle spielt. Der Bauernhofkindergarten befindet sich entweder auf einem aktiven landwirtschaftlichen Betrieb bzw. in dessen unmittelbarer Nähe und die Kinder verbringen einen großen Teil der Zeit auf dem Bauernhof, oder der Kindergarten selbst hält in kleinem Umfang landwirtschaftliche Nutztiere und/oder hat einen eigenen Garten und/oder Acker.
Anders als die inzwischen an vielen Orten betriebenen Waldkindergärten gibt es in Deutschland bisher nur vereinzelt Bauernhofkindergärten und keine überregionale Organisationsstruktur. Erste Versuche, einen bundesweiten Erfahrungsaustausch zu ermöglichen, erfolgen mit einer jährlichen Tagung an der Evangelischen Landjugendakademie Altenkirchen.